# Aktar Abdur Rahman
Aktar Abdur Rahman (Urdu: اختر عبد الرحمن), pakistanski general, * 11. junij 1924, Rampur, Indija, † 17. avgust 1988, Pakistan (letalska nesreča).
Bil je generalni direktor Inter-Services Intelligence (13. april 1980 – 29. marec 1987) in načelnik Združenega štaba Pakistanskih oboroženih sil (29. marec 1987 – 17. avgust 1988).